# Hagi
Hagi (萩市?, Hagi-shi) è una città giapponese della prefettura di Yamaguchi.